# Orthizema
Orthizema ist eine Gattung in der Schlupfwespen-Unterfamilie Phygadeuontinae. Die Gattung wurde im Jahr 1869 von Arnold Foerster eingeführt. Der lateinische Gattungsname setzt sich aus den beiden aus dem Altgriechischen stammenden Wortteilen όρθιος (erectus, aufrecht) und ζέμα (decoctum, lüstern) zusammen.

## Merkmale
Die Schlupfwespen der Gattung Orthizema gehören zu den kleineren. Ihre Körperlänge beträgt meist 6 mm oder weniger.
Foerster setzte die Gattung in die damalige Familie Hemiteloidae. Im Folgenden eine Beschreibung nach Torre (1901). Die Areola ist regelmäßig ausgebildet, aber an der Spitze offen. Die hintere mittlere Schulterzelle ist nicht offen. Die Luftlöcher des Metathorax sind rund. Die Humeralquerader im Hinterflügel ist gebrochen. Die Leiste des Hinterhaupts ist in der Mitte nicht unterbrochen. Die Facettenaugen sind nicht behaart. Die Ocelli berühren nicht die Facettenaugen. Der Clypeus ist nicht langhaarig. Das erste Geißelglied ist so lang oder etwas länger als das zweite. Die Humeralquerader im Hinterflügel ist nicht über der Mitte gebrochen. Der Kopf ist hinter den Augen nicht erweitert. Die Spitze der hinteren, mittleren Schulterzelle ist nicht breiter als die Basis der Diskoidalzelle. Die Leiste des Hinterhaupts ist in der Mitte nicht spitzwinklig. Der Radius ist nicht rechtwinklig gebrochen. Die Diskoidalzelle ist an der Basis nicht schmal, die Spitze weit vom Hinterrand des Flügels abliegend. Das Metanotum besitzt Leisten. Der Clypeus ist an der Spitze beiderseits ohne Eindruck. Der Clypeus ist nicht zweizähnig. Die area dentipara ist nicht breit leistenartig vorspringend. Das vorletzte Glied der Maxillartaster ist mehr als halb so lang wie das letzte. Das dritte der Hintertarsen ist länger als das fünfte. Das Metanotum ist von der Seite gesehen an der Spitze fast senkrecht abgestutzt. Die Rückenkiele des ersten Segments ist bis zur Mitte gehend, aber schwach. Die Geißel ist fadenförmig, nach der Spitze hin verdickt, die drei ersten Glieder sehr gestreckt, dünn und gleich lang. Das Radialfeld ist länger als das Randmal.
Der Sexualdimorphismus ist stark ausgeprägt. Es gibt mehrere Arten, bei welchen nur brachyptere Weibchen bekannt sind.

## Verbreitung
Die Gattung ist holarktisch verbreitet. In Deutschland sind mindestens 6 Arten bekannt. In der Orientalis wurde mit Orthizema innube eine erste Art nachgewiesen.

## Lebensweise
Die Schlupfwespen sind solitäre idiobionte Ektoparasitoide. Bei vielen Arten sind die Wirte noch nicht bestimmt. Es handelt sich aber vermutlich ausnahmslos um Schmetterlingsraupen mit einem schützenden Raupensack. Für Orthizema flavicorne sind als Wirte bekannt: Dahlica lichenella, Siederia listerella und Siederia rupicolella, alle drei aus der Unterfamilie Narcyiinae innerhalb der Echten Sackträger. Bei einem Erstfund der Gattung auf Malta wurde als Wirt Eudarcia melitensis aus der Familie der Echten Motten (Tineidae) identifiziert.

## Systematik
Die Gattung wird in die Tribus Phygadeuontini gesetzt, gelegentlich zusätzlich in die Subtribus Phygadeuontina. Sie ist offenbar nahe mit der Gattung Theroscopus verwandt.

## Arten (Auswahl)
Es werden mindestens 17 Arten der Gattung zugerechnet. Im Folgenden eine Auswahl:
- Orthizema flavicorne – in Fennoskandinavien
- Orthizema graviceps – brachypteres Weibchen
- Orthizema gracilicornutum – in Dtld., Österreich, Bulgarien[6]
- Orthizema hadrocerum – in Dtld.[4]
- Orthizema ilicetum – in Italien[6]
- Orthizema innube – in Nord-Laos[6]
- Orthizema mandibulare – brachypteres Weibchen
- Orthizema nigriventre – brachypteres Weibchen, in Dtld.[4]
- Orthizema obscurum – brachypteres Weibchen, in Dtld.[5]
- Orthizema subannulatum – in Dtld.[4]
- Orthizema subobscurum – in der Slowakei, Rumänien, Griechenland[6]
- Orthizema triannulatum – in Dtld.[4]